# Flora of Australia
Flora of Australia je řada 59 svazků popisující cévnaté rostliny, mechorosty, lišejníky vyskytující se v Austrálii a jejich území. Tato řada je publikovaná v rámci Australian Biological Resources Study. Odhaduje se, že při dokončení publikační řady bude popisovat přes 20 000 rostlinných druhů.